# Aeroportul Húsavík
Aeroportul Húsavík (IATA: HZK, ICAO: BIHU) este un aeroport din Húsavík⁠(d), Norðurþing⁠(d), Northeastern Region⁠(d), Islanda ce deservește zona Húsavík⁠(d). Aeroportul a fost tranzitat în 2019 de 11.633 de pasageri. A fost numit după zona deservită.
Situat la o altitudine de 15 m, aeroportul dispune de o singură pistă. Este operat de Isavia⁠(d).